# Cowboy Action Shooting
O Cowboy action shooting (CAS), também conhecido como: Western Action Shooting, Single Ation Shooting, Cowboy 3 Gun e Western 3-gun) é um esporte de tiro competitivo que se originou no Sul da Califórnia no início da década de 1980, num campo de tiro em Coto de Caza, tendo como principal idealizador Harper Creigh aka "Juíz Roy Bean". O Cowboy action shooting agora é praticado em muitos lugares com várias organizações sancionadoras, incluindo a Single Action Shooting Society (SASS), a Western Action Shootists Association (WASA), a National Congress of Old West Shooters (NCOWS), a Single Action Shooting Australia (SASA), a Western 3-Gun, bem como outros nos EUA e em outros países.
O CAS é um tipo de partida com várias armas que utiliza uma combinação de revólveres, espingardas e/ou escopetas em uma variedade de pistas de tiro com o tema "Velho Oeste" orientadas por tempo e precisão. Os participantes devem vestir trajes típicos para o tema ou época, bem como usar equipamentos e acessórios, conforme exigido pelas respectivas regras do grupo organizador, além é claro, de escolher uma alcunha.